# Cerro de las Tablas
Cerro de las Tablas är en ort i Mexiko.   Den ligger i kommunen Cuajinicuilapa och delstaten Guerrero, i den sydöstra delen av landet, 300 km söder om huvudstaden Mexico City. Cerro de las Tablas ligger 32 meter över havet och antalet invånare är 217.
Terrängen runt Cerro de las Tablas är platt söderut, men norrut är den kuperad. Terrängen runt Cerro de las Tablas sluttar söderut. Runt Cerro de las Tablas är det glesbefolkat, med 8 invånare per kvadratkilometer. Närmaste större samhälle är Ometepec, 15,5 km nordost om Cerro de las Tablas. Omgivningarna runt Cerro de las Tablas är en mosaik av jordbruksmark och naturlig växtlighet.